# Рагоза, Антон Валерьевич
Анто́н Вале́рьевич Рагоза (рум. Anton Ragoza; род. 6 января 1986, Тирасполь, МССР, СССР) — молдавский музыкант, продюсер и композитор, основатель и бывший участник группы «SunStroke Project». С 2019 года основатель и участник проекта «Carnival Brain».

## Биография
Антон родился в Тирасполе, где окончил музыкальную школу, а потом в 2005 году закончил Приднестровский Высший музыкальный колледж по классу скрипка. После окончания колледжа он проходил срочную военную службу в Приднестровье. Там же он предложил Сергею Степанову создать группу «Sunstroke», которая на сегодняшний день известна как «SunStroke Project». Свою первую песню он написал в 14 лет, позже он писал много музыки для группы «SpeX», исполняющей транс-инструментальную музыку.
С 2021 года проживает в Таллине. 9 апреля 2021 года был официально опубликован гимн эстонского футбольного клуба «Феникс», автором стал Антон Рагоза и его музыканты. А исполнил композицию молдавский певец и хореограф Ray Bark (Юрий Рыбак). Во время пандемии коронавируса вместе с Ray Bark написал песню и снял клип «Пандемия».
Антон Рагоза регулярно приглашается на передачи эстонского русскоязычного радио «Raadio 4».

### SunStroke Project

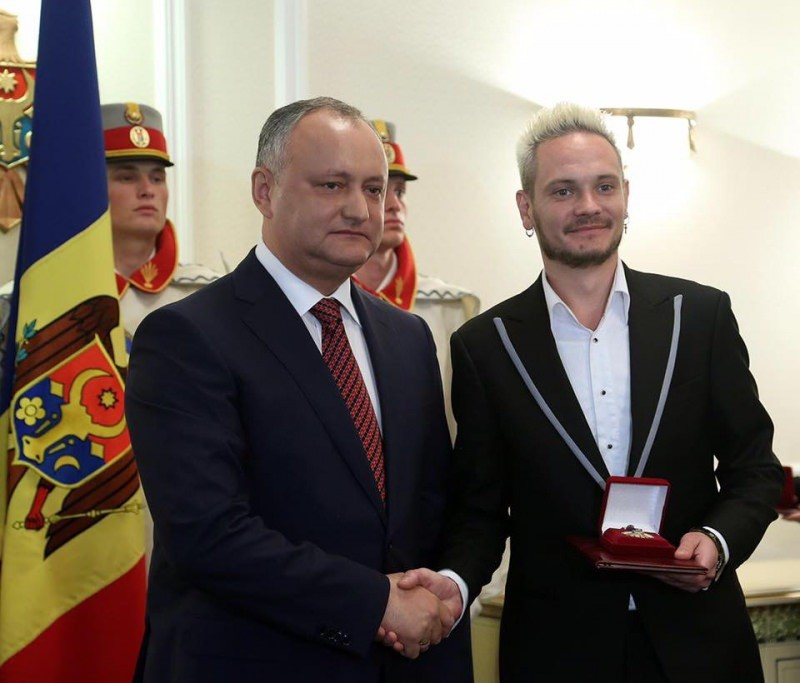
Антон Рагоза на награждении Орденом Почета

В составе группы выступал на конкурсе песни Евровидение 2010 в Осло, где в финале SunStroke Project заняла 22 место. В августе 2015 года открыл свой музыкальный лэйбл «Ragoza Music», став продюсером. В 2017 году группа снова выступала на Евровидении с песней «Hey, Mamma!», заняв 3-е место. По возвращении с конкурса в Молдавию Президентом страны была вручена государственная награда — Орден Почёта.
В феврале 2019 года покинул группу и занялся своими музыкальными проектами.

### Carnival Brain
В марте 2019 года презентовал свой новый совместный проект с Думитру Голбан «Carnival Brain» и первую песню «My Name is», которую исполнили совместно с певцом Broono. В этом же году выпустили ремикс на песню Мохомби «Hello» и трек «The Night».
В конце 2023 года выпустили трек на эстонском языке «Tere Eesti», а в 2024 году клип. В молдавском фильме «Сила вероятности» (Puterea Probabilitatii) прозвучал трек «Party Don’t Stop». В 2024 году написали музыку для тизера фильма «Ювенальный инспектор: тень над Йыхви».
Совместно с певцом Bacho выпустили песню «Semafoare» и были выбраны участниками отборочного тура Евровидения 2025 в Молдове. 17 января 2025 года вышел клип. 18 января прошли живые прослушивания, по итогу которых стали участником финального отбора в Молдове. Но в итоге ТРМ отказалось принимать участие на Евровидение и финал отбора был отменен. В конце марта вышел новый клип и песня «Tu Tu Tu».

### В кино
В 2021 году снялся в молдавском сериале «Спринтер».

### Семья
- Мать — Наталья[40]
- Первый брак с Елена Бардо[41][42] (в разводе с 2017 года)[43]
  - Дочка — Эмили[44][45]
- Дочка — Адель (сентябрь 2018 года) от Анастасии Днестрянской[46][47]
- Второй брак с Викторией Рагоза (девичья фамилия Курочкина) с апреля 2022 года[48]

## Клипы

### Sunstroke project
- Run Away (feat. Olia Tira)
- Set My Soul On
- Walking In The Rain
- Ce Bine Imi Pare
- Jingle Bells in Chisinau Intl Airport
- Amor
- Hey, Mamma!
- Sun Gets Down
- In memory of Tim Bergling

### Carnival Brain
- Tere Eesti
- Semafoare (feat. Bacho)
- Tu Tu Tu (feat. Bacho)

### Ray Bark
- Ем и Плачу

### Dual Mono
- In the Club

## Награды
- Орден Почёта (Молдавия) (май 2017 год)[19][49]

## Примечание
1. ↑  Зажечь свою звезду. pridnestrovie-daily.net. Дата обращения: 29 мая 2017. Архивировано 5 июня 2017 года.
2. ↑  SunStroke Project: Мы надеемся попасть хотя бы в пятерку лучших на «Евровидении»! kompravda.eu. Дата обращения: 29 мая 2017. Архивировано 25 декабря 2017 года.
3. ↑  Лана Флор. Антон Рагоза: Хочу, чтобы люди "плясали под мою дудку". allfun.md. Дата обращения: 29 мая 2017. Архивировано 25 мая 2017 года.
4. ↑  Ребята из SunStroke Project - кто они? moldovenii.md. Дата обращения: 29 мая 2017. Архивировано 25 декабря 2017 года.
5. ↑  Советы от участника "Евровидения". ERR (10 ноября 2023). Дата обращения: 14 июля 2024. Архивировано 14 июля 2024 года.
6. ↑  Легенда Евровидения Антон Рагоза теперь работает с эстонскими артистами! ERR (28 апреля 2021). Дата обращения: 14 июля 2024. Архивировано 14 июля 2024 года.
7. ↑  Бронзовый призер "Евровидения" Антон Рагоза представляет... ERR (24 марта 2023). Дата обращения: 14 июля 2024. Архивировано 20 мая 2024 года.
8. ↑  Ray Bark - Phoenix. Дата обращения: 9 апреля 2021. Архивировано 22 сентября 2021 года.
9. ↑  Денис Озеров. Участник Евровидения написал гимн йыхвискому ФК Феникс. r4.err.ee. Дата обращения: 9 апреля 2021. Архивировано 7 апреля 2021 года.
10. ↑  «Евровидение» в Йыхвиском народном музее футбола. Virupanorama. Дата обращения: 9 апреля 2021. Архивировано 22 сентября 2021 года.
11. ↑  Безумный карнавал и "Евровидение". ERR (10 мая 2024). Дата обращения: 11 марта 2025.
12. ↑  Carnival Brain: от "Евровидения" до Boney M. ERR (7 февраля 2025). Дата обращения: 11 марта 2025.
13. ↑  Бронзовый призер "Евровидения" Антон Рагоза представляет... ERR (24 марта 2023). Дата обращения: 11 марта 2025.
14. ↑  База (Антон Рагоза). ERR (11 мая 2023). Дата обращения: 11 марта 2025.
15. ↑  Молдавский музыкант, известный благодаря ”Евровидению”, переехал в Эстонию. Delfi RUS. Дата обращения: 3 ноября 2024.
16. ↑  Евровидение 2017 Молдова: SunStroke Project – Hey mamma. fakty.ictv.ua. Дата обращения: 18 мая 2017. Архивировано 17 мая 2017 года.
17. ↑  Евровидение 2017 — Молдова. Досье участников Sunstroke Project. stb.ua. Дата обращения: 18 мая 2017. Архивировано 17 мая 2017 года.
18. ↑  Финал «Евровидения-2017»: Спасибо, Sunstroke Project, за 3 место! kp.md. Дата обращения: 16 мая 2017. Архивировано 16 мая 2017 года.
19. 1 2  За достойное выступление на "Евровидении" ребята из Sunstroke Project удостоились наград. golos.md. Дата обращения: 17 мая 2017. Архивировано 29 мая 2017 года.
20. ↑  Игорь Додон наградил членов группы SunStroke Project Орденами Почета. moldova-today.com (17 мая 2017). Дата обращения: 17 мая 2017. Архивировано 21 мая 2017 года.
21. ↑  Музыканты группы SunStroke Project получили Ордена Почета. presedinte.md. Дата обращения: 31 мая 2017. Архивировано 31 мая 2017 года.
22. ↑  Неопределенное будущее SunStroke Project: Заявление скрипача Антона Рагозы. noi.md. Дата обращения: 1 марта 2019. Архивировано 2 марта 2019 года.
23. ↑  Популярная группа SunStroke Project распалась. point.md. Дата обращения: 1 марта 2019. Архивировано 2 марта 2019 года.
24. ↑  НИКИТА ЗВЕРЕВ. Распалась популярная молдавская группа SunStroke Project. kp.md. Дата обращения: 15 марта 2019. Архивировано 30 октября 2020 года.
25. ↑  Безумный карнавал и "Евровидение". ERR (10 мая 2024). Дата обращения: 14 июля 2024. Архивировано 14 июля 2024 года.
26. ↑  Покинувший Sunstroke Project Антон Рагоза пролил свет на причины своего решения. Дата обращения: 12 марта 2023. Архивировано 12 марта 2023 года.
27. ↑  Anton Ragoza, despre PLECAREA din Sunstroke Project: „Am lansat un nou proiect muzical – Carnival Brain” (рум.). shok.md. Дата обращения: 16 марта 2019. Архивировано 18 марта 2019 года.
28. ↑  Сюрприз от бывшего скрипача SunStroke Project (ВИДЕО). noi.md. Дата обращения: 3 ноября 2024.
29. ↑  Интернациональный язык кино. Еженедельник «Панорама» (9 сентября 2024). Дата обращения: 15 октября 2024.
30. ↑  Eurovision Moldova 2025: 29 de participanți, selectați pentru audițiile live (рум.). moldova1.md (14 января 2025). Дата обращения: 17 января 2025.
31. ↑  Eurovision Moldova 2025: 29 de participanți calificați pentru audițiile (рум.). eurovision.md (14 января 2025). Дата обращения: 14 января 2025.
32. ↑  Zdibneac, Lilia. Евровидение 2025: к живым прослушиваниям на местном этапе допущены 29 исполнителей. diez.md (14 января 2025). Дата обращения: 17 января 2025.
33. ↑  12 artiști și trupe s-au calificat în finala națională Eurovision 2025 (рум.). moldova1.md (18 января 2025). Дата обращения: 18 января 2025.
34. ↑  ВИДЕО: Дерзкие парни из Таллинна могут представить Молдову на Евровидении-2025. postimees (20 января 2025). Дата обращения: 20 января 2025.
35. ↑  Bacho secures sponsor for Eurovision, awaiting TRM approval (брит. англ.). ESCBubble (22 января 2025). Дата обращения: 16 февраля 2025.
36. ↑  Не попавшие от Молдовы на "Евровидение" музыканты: хотим участвовать в Eesti Laul. ERR (30 января 2025). Дата обращения: 16 февраля 2025.
37. ↑  Клип песни «Semafoare» набрал более 100 тыс. просмотров: но участие в Евровидении невозможно. СП - Новости Бельцы Молдова (22 января 2025). Дата обращения: 16 февраля 2025.
38. ↑  Sprinter: В главных ролях снимаются Диана Декусяра и Александр Шишкин. point.md. Дата обращения: 25 марта 2021. Архивировано 26 мая 2022 года.
39. ↑  Официальная страница сериала Спринтер на FB. facebook.com. Дата обращения: 25 марта 2021. Архивировано 26 мая 2022 года.
40. ↑  Как родные участников группы Санстрок переживают успех на Евровидении. tsv.md. Дата обращения: 29 мая 2017. Архивировано 25 декабря 2017 года.
41. ↑  P.S. Итоги года 2012. allfun.md. Дата обращения: 29 мая 2017. Архивировано 25 декабря 2017 года.
42. ↑  Vioristul de la „SunStroke Project”, mire cu cercei! GALERIE FOTO (рум.). apropomagazin.md. Дата обращения: 29 мая 2017. Архивировано 25 декабря 2017 года.
43. ↑  У  нас будет девочка! - лидер группы SunStroke Project рассказал о беременности любимой. Дата обращения: 8 сентября 2018. Архивировано 8 сентября 2018 года.
44. ↑  Anton Ragoza, membrul trupei SunStroke Project, în al nouălea cer de fericire. Vezi motivul! (молд.). mamaplus.md. Дата обращения: 30 мая 2017. Архивировано 25 декабря 2017 года.
45. ↑  Участник группы SunStroke Project объявил, что скоро станет папой. Дата обращения: 8 сентября 2018. Архивировано 26 мая 2022 года.
46. ↑  Скрипач из известной молдавской группы SunStroke Project снова станет папой! volgograd.kp.ru. Дата обращения: 31 января 2019. Архивировано 1 февраля 2019 года.
47. ↑  Участник группы SunStroke Project объявил, что скоро станет папой. aquarelle.md. Дата обращения: 31 января 2019. Архивировано 26 мая 2022 года.
48. ↑  Женился на Виктори. Facebook. Дата обращения: 27 мая 2022.
49. ↑  ПРЕЗИДЕНТ РМ ВРУЧИЛ ГОСУДАРСТВЕННЫЕ НАГРАДЫ МУЗЫКАНТАМ ГРУППЫ SUNSTROKE PROJECT. tribuna.md. Дата обращения: 29 мая 2017. Архивировано 28 мая 2017 года.